# رون بيترسن
رون بيترسن (بالإنجليزية: Ronald H. Petersen) هو أخصائي فطريات أمريكي، ولد في 1934.